# Linde Gas Benelux
Linde Gas Benelux produceert en levert industriële, medicinale, voedingsmiddelen- en speciale gassen, gasmengsels, droogijs en koudemiddelen met de daaraan gerelateerde apparatuur, systemen en diensten in België en Nederland.

## Organisatie
In Nederland en België zijn zo'n 650 medewerkers bij de onderneming werkzaam. Het hoofdkantoor staat in Schiedam, wat voorheen de naam Hoekloos droeg. Linde heeft destijds deze firma overgenomen. Linde Gas Benelux is onderdeel van de The Linde Group, een Duitse multinational op het gebied van industriële gassen en engineering. Binnen The Linde Group zijn meer dan 62.000 medewerkers in ongeveer 100 landen wereldwijd actief.

## Business units
De onderneming heeft haar activiteiten in de Benelux opgedeeld in twee business units:
- Industriële & Speciale Gassen Benelux
- Linde Healthcare Benelux, met daarin ook Linde Homecare, voorheen bekend onder de naam Farmadomo, welke onderdeel is van Linde Gas Benelux B.V. en die zich geheel richt op thuistherapieën. Onderdeel van Linde Healthcare Benelux vormt eveneens de afdeling Cryocare, die zich bezighoudt met cryobanking en stikstof voor o.a. dermatologische toepassingen.

## Productielocaties

### Luchtsplitsingsfabrieken
De productie van zuurstof, stikstof en argon is gebaseerd op de splitsing van de omgevingslucht in de drie genoemde componenten. Deze cryogene scheidingstechniek werd meer dan een eeuw geleden ontwikkeld door Carl von Linde. In de luchtsplitsingsfabrieken wordt perslucht gereinigd en vloeibaar gemaakt in een cyclus van compressie, koeling en expansie. De vloeibare lucht wordt door destillatie gescheiden in zuurstof, stikstof, argon en andere edelgassen. De luchtsplitsers van Linde Gas Benelux staan in IJmuiden en in de  Botlek. Productie in de Botlek is echter eind 2017 gestopt omdat de installatie verouderd is en vergeleken met moderne installaties een slecht rendement heeft.

### Productie droogijs (Icebitzzz)
Bij de productie van droogijs wordt vloeibare CO2 geëxpandeerd. Hierbij wordt witte, zeer koude koolzuursneeuw gevormd, die onder druk tot pellets (korrels of kleine staafjes), nuggets, plakken of blokken wordt geperst. De productie van droogijs van Linde Gas Benelux gebeurt in Duitsland.

### Productie acetyleen (site DSM)
Linde Gas Benelux betrekt acetyleen (ethyn) van derden, namelijk een fabriek van Air Liquide (voorheen DSM en Sabic) gevestigd op het Chemelotterrein in Geleen.

### Productie zuivere CO2(site Botlek)
OCAP is een Linde onderneming die zuivere CO2 via een pijpleidingsysteem levert aan de glastuinbouw in het Westland, de B-driehoek, Delfgauw en Wilgenlei. Deze kooldioxide komt vrij bij de productie van waterstof bij Shell in de Botlek.

## Geschiedenis
- In de 20e eeuw was het bedrijf in Nederland bekend onder de naam Hoek Loos
- In 2003 werd het Duitse Linde AG voor 100% eigenaar van alle aandelen Hoek Loos
- Op 1 januari 2007 veranderde Hoek Loos haar naam in Linde Gas Benelux
- Op 11 maart 2013 heeft The Linde Group de resterende aandelen verworven in de joint venture OCAP (Organic CO2 for Assimilation by Plants). Linde nam de aandelen over van VolkerWessels Stevin Deelnemingen, onderdeel van bouwgroep VolkerWessels.
- Per 1 augustus 2013 heeft Linde Gas Benelux B.V. te Schiedam haar activiteit Linde Nitrogen Services (LNS) verkocht aan A.Hak Industrial Services BV te Tricht